# 安仁镇 (龙泉市)
安仁镇，是中华人民共和国浙江省丽水市龙泉市下辖的一个乡镇级行政单位。

## 行政区划
安仁镇下辖以下地区：
项边村、刘坊村、黄汤村、大丘另村、花庵村、安仁口村、双岙村、庄山村、严山村、新建村、安民村、水源头村、谷坑村、上际村、黄泥岭村、广田村、沈庄村、湖尖下村、季山头村、李登村、大舍村、安福村、张畈村、沈山头村、黄山下村、丫叉丘村、叶山头村、梅坑村、大源村、坑下村、岩头村、胜源村、胜游村、胜岱村、胜阳村、胜湖村和黄桶村。

## 中国传统村落
2013年8月，季山头村获评第二批中国传统村落。